# I Would Like
Singles de Zara Larsson
Ain't My Fault
(2016) So Good
(2017)
I Would Like est une chanson de Zara Larsson sortie le 11 novembre 2016 en tant que quatrième single extrait de son deuxième album studio So Good.

## Composition
I Would Like contient un échantillon de la chanson Dat Sexy Body (en) interprétée par la musicienne jamaïcaine Sasha (en) en 1998.

## Accueil commercial
Le 30 décembre 2016, I Would Like atteint la deuxième place du top singles britannique. En mars 2018, d'après un classement publié par The Official Charts Company, elle fait partie des trente chansons interprétées par une artiste féminine les plus écoutées en streaming au Royaume-Uni.

## Classements
| Classement (2016-17)                           | Meilleure position |
| ---------------------------------------------- | ------------------ |
| Allemagne (GfK Entertainment)                  | 56                 |
| Australie (ARIA)                               | 16                 |
| Autriche (Ö3 Austria Top 40)                   | 72                 |
| Belgique (Flandre Ultratip Bubbling Under 100) | 1                  |
| Belgique (Wallonie Ultratip Bubbling Under 50) | 12                 |
| Canada (Hot 100)                               | 68                 |
| Danemark (Tracklisten)                         | 23                 |
| Écosse (OCC)                                   | 3                  |
| Espagne (PROMUSICAE)                           | 92                 |
| États-Unis (Digital Songs)                     | 48                 |
| Europe (Digital Song Sales)                    | 3                  |
| Finlande (Tilastot Suomen)                     | 24                 |
| Irlande (Irish Singles Chart)                  | 7                  |
| Liban (The Official Lebanese Top 20)           | 16                 |
| Mexique (Mexico Ingles Airplay (en))           | 17                 |
| Norvège (VG-lista)                             | 23                 |
| Nouvelle-Zélande (RMNZ)                        | 19                 |
| Pays-Bas (Nederlandse Top 40)                  | 23                 |
| Pays-Bas (Single Top 100)                      | 28                 |
| Pologne (ZPAV)                                 | 27                 |
| Portugal (AFP)                                 | 38                 |
| Royaume-Uni (UK Singles Chart)                 | 2                  |
| Slovaquie (IFPI Rádio)                         | 50                 |
| Slovaquie (IFPI Singles Digitál)               | 77                 |
| Suède (Sverigetopplistan)                      | 4                  |
| Suisse (Schweizer Hitparade)                   | 55                 |
| Tchéquie (IFPI Rádio)                          | 99                 |
| Tchéquie (IFPI Singles Digitál)                | 52                 |